# Kloster Santa Maria de Caritate
Das Kloster Santa Maria de Caritate war eine nur ganz kurze Zeit bestehende Zisterzienserabtei in Apulien, Italien. Es lag in der Diözese Tarent. Die genaue Lage ist nicht bekannt.

## Geschichte
Nach den Statuten des Generalkapitels von 1212 entsandte das Kloster Tre Fontane im Jahr 1211 einen Konvent zur Gründung der Abtei de Sylva. Das Generalkapitel missbilligte dies und der Konvent musste zurückgerufen werden. Es wird vermutet, dass dieses Kloster mit Santa Maria de Caritate identisch ist. Über das Kloster ist weiter nichts bekannt.